# Хакаска автономна област
Хакаска автономна област е част от създадения през 1934 Красноярски край в състава на Съветския съюз. По-късно се преобразува в република Хакасия.